# Villers-Saint-Frambourg
Villers-Saint-Frambourg è un comune francese di 634 abitanti situato nel dipartimento dell'Oise della regione dell'Alta Francia.

## Società

### Evoluzione demografica
Abitanti censiti